# Make Believe (álbum)
Make Believe es el quinto álbum de estudio de la banda de rock estadounidense Weezer. Fue lanzado el 10 de mayo de 2005 por Geffen Records. Se consideró que el álbum era un regreso a algunas de las letras emocionalmente vulnerables de los lanzamientos anteriores de Weezer y, debido a la fuerza del exitoso sencillo «Beverly Hills», el álbum fue un éxito comercial, alcanzando el puesto número dos en el Billboard 200 de Estados Unidos y el número once en el Official Albums Chart del Reino Unido. Además, «Beverly Hills» también le valió a Weezer su primera candidatura al Premio Grammy a la mejor canción rock. El proceso de grabación de Make Believe comenzó antes del lanzamiento de su álbum anterior, Maladroit; sin embargo, fue extensa en comparación con la grabación de la mayoría de los álbumes anteriores del grupo y duró casi tres años. La composición de Rivers Cuomo en Make Believe se describió como un «regreso al derramamiento de sangre musical y emocional».

## Antecedentes y grabación
A partir de la primavera de 2002, y en momentos aleatorios a finales de 2002 y principios de 2003, se cargaron demos para su posible uso en el quinto álbum de Weezer en el sitio web oficial de la banda. Después de realizar una gira durante el verano y regresar a S.I.R. Studios para sesiones adicionales, la banda finalmente decidió empezar desde cero con un nuevo conjunto de canciones. Se cargaron 28 canciones en total en el sitio web —y todavía se pueden encontrar en varios sitios de aficionados—, pero ninguna formó parte del álbum real. Este lote de canciones se conoce comúnmente como «The A5 Demos» o «Early Album 5» entre los seguidores. Durante el proceso de grabación, el descubrimiento de la meditación por parte de Rivers Cuomo a través del productor Rick Rubin fue empezando a tomar una mayor influencia en el contenido del álbum. Por ejemplo, «Pardon Me» fue escrita después de un curso de meditación guiada de diez días en el que aprendió las antiguas técnicas de vipassana (meditación introspectiva) y metta (amor bondadoso), que anima a quienes practican a «buscar el perdón de todos aquellos a quienes he herido en acción, palabra o pensamiento».
Make Believe marcó un regreso al estilo de composición más personal de Cuomo después de adoptar un enfoque más distante en los dos álbumes anteriores. «The Other Way» fue escrita para su exnovia, Jennifer Chiba, después de que su entonces novio, el cantautor Elliott Smith, se suicidara. Cuomo dijo: «Quería consolarla, pero estaba confundido y escéptico acerca de mis propios motivos para querer hacerlo, así que escribí esa canción sobre eso». «We Are All on Drugs» se inspiró percepción de Cuomo de los asistentes a fiestas en Sunset Strip. «Hold Me» fue escrita durante un experimento de composición en el que Cuomo ayunó durante 24 horas y luego escribió una canción. Además, al principio del proceso de grabación, Rubin le dijo a Cuomo que «escribiera una canción tipo Billy Joel o Elton John». El resultado del pedido de Rubin fue «Haunt You Every Day», que fue la primera que Cuomo escribió íntegramente en piano. Según Cuomo, el productor le había hecho la misma solicitud a Tom Petty, quien a su vez escribió «It's Good to Be King».
Mientras la banda estaba trabajando en el álbum, se llegó a un acuerdo para incluir «My Best Friend» en la película Shrek 2, pero este acuerdo se descartó cuando los realizadores de la película consideraron que no se sincronizaba con los aspectos visuales. La canción de Counting Crows «Accidentally in Love» se utilizó en lugar de «My Best Friend».
Se hicieron cientos de demos de canciones durante los tres años que duró la realización del álbum. A pesar de la abundancia de material publicable, este álbum no incluyó ningún lanzamiento de cara B. Del material inédito notable, se pueden escuchar versiones preliminares parciales de «You're the One» y «Love Is the Answer» en el especial «Making of Make Believe» en la edición Enhanced CD del disco. Se consideró incluir una versión de «Un-Break My Heart» de Toni Braxton para el álbum y más tarde para una banda sonora, aunque se lanzó cinco años después en el álbum Death to False Metal. Otras seis canciones descartadas de la era Make Believe, incluidas tres que fueron tenidas en cuenta para el álbum final, también se lanzaron en Death to False Metal.
Mientras se decidía el nombre del álbum, una de las sugerencias de título dadas por Patrick Wilson fue One Thousand Soviet Children Marching Towards the Sun —traducido al español como «mil niños soviéticos marchando hacia el sol»—. Otra sugerencia fue Either Way I'm Fine —«de cualquier manera estoy bien»—, algo que Cuomo decía a menudo durante las sesiones cuando se hablaba de modificar elementos de una canción o del sonido.

## Arte ypackaging
Gran parte de la dirección de arte del álbum estuvo a cargo de Francesca Restrepo, con fotografías de Karl Koch y Sean Murphy. La portada del álbum tenía un estilo similar tanto al álbum debut de la banda («The Blue Album») como al álbum de 2001 de la banda («The Green Album»). Presentaba a Wilson, Cuomo, Scott Shriner y Brian Bell parados de izquierda a derecha frente a un fondo negro, con ilustraciones de Carson Ellis.
Las nota de álbum incluyen un monólogo de la obra de William Shakespeare La tempestad. El monólogo está tomado del acto 5, escena 1, de la obra, en el que Próspero renuncia a su magia. Esto había llevado a muchos fans a especular que Make Believe sería el último álbum de la banda. El monólogo es el siguiente:

This rough magic 
 I here abjure, and, 
 when I have required 
 some heavenly music, 
 which even now I do, 
 To work mine end upon 
 their senses that 
 This airy charm is for, 
 I'll break my staff, 
 Bury it certain fathoms 
 in the earth, 
 And deeper than did 
 ever plummet sound 
 I'll drown my book.
Pero aquí abjuro 
 de mi áspera magia y cuando haya, como ahora, 
 invocado una música divina 
 que, cumpliendo mi deseo, como un aire 
 hechice sus sentidos, romperé mi vara, 
 la hundiré a muchos pies bajo la tierra 
 y allí donde jamás bajó la sonda 
 yo ahogaré mi libro.

## Recepción

### Resultados comerciales
El álbum debutó en la lista de álbumes Billboard 200] en el número dos, vendiendo 193 000 copias en su primera semana. Hacia abril de 2006, el álbum había vendido más de 1 125 000 copias.

### Crítica
En Metacritic, Make Believe recibió una puntuación de 52 sobre 100, basada en 25 reseñas. Algunas publicaciones como AllMusic y Rolling Stone elogiaron el álbum, comparándolo con el lanzamiento anterior de la banda, Pinkerton, en términos de composición, sonido y reacción crítica inicial. El sitio IGN le dio un 9,3 sobre 10, y afirmó que «El Weezer que extrañabas ha vuelto», llamándolo el tercer gran álbum.
Otros críticos criticaron el álbum. Rob Mitchum de Pitchfork otorgó al álbum un 0,4 sobre 10 y dijo: «A veces un álbum es simplemente horrible. Make Believe es uno de esos álbumes». Adam Downer de Sputnikmusic le dio al álbum un 1,5 sobre 5, llamándolo «un torbellino de mediocridad y letras autocríticas». Sal Cinquemani de Slant Magazine le dio al álbum 2,5 de 5 estrellas y dijo: «La verdad es que cualquier banda imitadora de Weezer podría haber hecho este disco. Nuestro protagonista, Rivers Cuomo, una vez más es sutilmente autocrítico y ligeramente derrotado, pero su pop cargado de acordes poderosos carece de la convicción de The Blue Album, Pinkerton y, en menor medida, incluso de The Green Album y Maladroit».

## Lista de canciones
Todas las canciones escritas y compuestas por Rivers Cuomo. 
| N.º   | Título                     | Duración |  |
| 1.    | «Beverly Hills»            | 3:16     |  |
| 2.    | «Perfect Situation»        | 4:15     |  |
| 3.    | «This Is Such a Pity»      | 3:24     |  |
| 4.    | «Hold Me»                  | 4:22     |  |
| 5.    | «Peace»                    | 3:53     |  |
| 6.    | «We Are All on Drugs»      | 3:35     |  |
| 7.    | «The Damage in Your Heart» | 4:02     |  |
| 8.    | «Pardon Me»                | 4:15     |  |
| 9.    | «My Best Friend»           | 2:47     |  |
| 10.   | «The Other Way»            | 3:16     |  |
| 11.   | «Freak Me Out»             | 3:26     |  |
| 12.   | «Haunt You Every Day»      | 4:37     |  |
| 45:09 |                            |          |  |

| Bonus tracks del Reino Unido y Japón |                               |          |  |
| N.º                                  | Título                        | Duración |  |
| 13.                                  | «Butterfly» (en vivo)         | 3:57     |  |
| 14.                                  | «Island in the Sun» (en vivo) | 3:44     |  |
| 15.                                  | «Burndt Jamb» (en vivo)       | 4:26     |  |
| 57:16                                |                               |          |  |

Las versiones del álbum en el Reino Unido y Japón incluyeron dos pistas extra: versiones en vivo de «Butterfly» y «Island in the Sun», canciones originales de Pinkerton y Weezer (2001), respectivamente. La versión japonesa también incluyó una versión en vivo de la canción «Burndt Jamb» de Maladroit.

## Errores
La versión incorrecta de «We Are All on Drugs» aparece en el primer lanzamiento en CD y en todos los vinilos de Make Believe. Posteriormente fue reemplazada por la versión correcta en versiones de CD posteriores. Las dos versiones de la canción son idénticas en cuanto a sonido, pero dos líneas de letra son diferentes. La letra incorrecta en el primer lanzamiento en CD y en los lanzamientos en vinilo es: «I want to confiscate your drugs, I don't think I can get enough», mientras que la letra correcta en los lanzamientos posteriores en CD es «I want to reach a higher plane, where things will never be the same».
En referencia a las numerosas versiones del álbum que se lanzaron, el archivero de Weezer, Karl Koch, publicó lo siguiente en Weezer.com el 20 de junio de 2007:

En un principio, el álbum fue lanzado —el 11 de mayo de 2005, al contrario de lo que dice iTunes— y eso fue todo. Pero luego se descubrió que había dos problemas. Se incluyó la versión incorrecta de «We Are All on Drugs» y hubo un pequeño problema de audio en «This Is Such a Pity» (ambas cosas eran cosas que la banda podía escuchar, pero si no hubieras escuchado la canción anterior, no sabrías qué estaba «mal»).

Entonces, desde el inicio, se publicó una segunda versión del álbum con «Drugs» y «Pity» corregidas. No se sabe si alguna de las copias originales fue devuelta y destruida en ese momento. Es probable que existan muchas de estas dos primeras versiones, ya que Make Believe vendió medio millón de copias en cuestión de semanas (y actualmente supera el millón de copias vendidas). Pero luego, cuando llegó el momento de un tercer sencillo, la banda hizo algunos cambios en «Perfect Situation», cambiando la melodía «whoa oh» y agregando las voces de fondo de «Perfect Situation» cerca del final de la canción. Esto se conoció como la single version o la video version, pero la banda decidió que era mejor que la original y quería que todas las ediciones posteriores del álbum tuvieran esta nueva versión. Entonces, se hizo una tercera versión del álbum, y esa es la versión que está actualmente en iTunes y en las tiendas (a menos que todavía tengan versiones muy antiguas del CD).

## Personal
Miembros oficiales
- Rivers Cuomo - voz, guitarra, teclados, talk box.
- Brian Bell - guitarra, coros, teclados, sintetizadores.
- Scott Shriner - bajo, coros.
- Patrick Wilson - batería, percusión.

Músicos de sesión
- Jason Freese - saxofón (pista 10)
- Akikp Tarumoto - violín (pista 7)
- Stephanie Eitel - voz (pista 1)

Producción
- Rick Rubin - productor
- Chad Bamford - grabación, producción adicional.
- Weezer - producción adicional
- Jim Scott - grabación
- Josh Abraham - mezcla (pistas 3, 7, 9, 11)
- Neal Avron - mezcla (pistas 2, 4, 5, 12)
- Rich Costey - mezcla (pistas 1, 6, 8)
- Alan Moulder - mezcla (pistas 10)
- Vlado Meller - masterización

## Posicionamiento en listas
| País (lista)                        | Mejor posición |
| ----------------------------------- | -------------- |
| Australia (ARIA)                    | 19             |
| Austria (Ö3 Austria)                | 17             |
| Bélgica (Ultratop flamenca)         | 58             |
| Bélgica (Ultratop valona)           | 84             |
| Canadá (Billboard Canadian Albums)  | 1              |
| Países Bajos (Album Top 100)        | 82             |
| Finlandia (Suomen Virallinen Lista) | 13             |
| Francia (SNEP)                      | 45             |
| Alemania (Offizielle Top 100)       | 32             |
| Irlanda (IRMA)                      | 7              |
| Nueva Zelanda (Recorded Music NZ)   | 20             |
| Noruega (VG-lista)                  | 7              |
| España (PROMUSICAE)                 | 86             |
| Suecia (Sverigetopplistan)          | 15             |
| Suiza (Schweizer Hitparade)         | 58             |
| Reino Unido (UK Albums Chart)       | 11             |
| Estados Unidos (Billboard 200)      | 2              |
| Estados Unidos (Top Rock Albums)    | 19             |

| País (lista 2005)              | Mejor posición |
| ------------------------------ | -------------- |
| Estados Unidos (Billboard 200) | 71             |

### Sencillos
| 2005 | «Beverly Hills»       | 1  | 26 | 10 | 9 | 31 | 19 |
| 2005 | «We Are All on Drugs» | 10 | 35 | –  | – | –  | –  |
| 2005 | «Perfect Situation»   | 1  | –  | 51 | – | –  | –  |
| 2006 | «This Is Such a Pity» | 31 | –  | –  | – | –  | –  |

## Certificaciones
| País (organismo certificador)                                                                                            | Certificación | Ventas     |
| --- | ------------- | ---------- |
| Japón (RIAJ) | Oro           | 100 000^   |
| Canadá (CRIA) | Platino       | 100 000^   |
| Estados Unidos (RIAA) | Platino       | 1 000 000^ |
| ^cifras de envíos basadas únicamente en la certificación xcifras no especificadas basadas únicamente en la certificación |               |            |